# Bibundina pectinata
Genre
Espèce
Bibundina pectinata, unique représentant du genre Bibundina, est une espèce d'opilions laniatores de la famille des Assamiidae.

## Distribution
Cette espèce est endémique du Cameroun. Elle se rencontre vers Bibundi.

## Description
Le mâle syntype mesure 2,5 mm.

## Publication originale
- Roewer, 1935 : « Alte und neue Assamiidae. Weitere Weberknechte VIII (8. Ergänzung der "Weberknechte der Erde" 1923). » Veröffentlichungen aus dem Deutschen Kolonial- und Übersee-Museum in Bremen, vol. 1, no 3, p. 1–168.